# Albert Lebrun
Albert François Lebrun, francoski politik, * 29. marec 1871 Mercy-le-Haut, Francija † 6. marec 1950 Pariz, Francija 
Bil je zadnji predsednik Tretje francoske republike od njegove izvolitve leta 1932 do padca Francije leta 1940. Bil je tudi član desnosredinske Demokratske republikanske zveze (ARD).

## Biografija
Albert Lebrun se je rodil v kmečki družini avgusta 1871. Študiral je rudarsko inženirstvo in bil v vrhu svojega razreda na znameniti École polytechnique v Parizu. Lebrun je postal poslanec v vzhodnem volilnem okrožju Meurthe-et-Moselle leta 1900 in je med letoma 1911 in 1920 opravljal več ministrskih mest, vključno z obrambnim ministrom. Senator je bil od leta 1920 do 1932, kot zmerni desnosredinski politik je bil leta 1931 izvoljen za predsednika senata, eno leto pozneje pa sta ga oba parlamenta izvolila za predsednika države, da bi nasledil umorjenega predsednika Paula Doumerja. V njegovem prvem sedemletnem mandatu leta 1936 so zmagale leve stranke in nastala je vlada Ljudske fronte pod vodstvom socialista Léona Bluma, do katerega je bil pridržan. Aprila 1939 je bil Lebrun z veliko večino ponovno izvoljen za drugi predsedniški mandat; njegov socialistični nasprotnik je bil nekdanji minister za delo v vladi Ljudske fronte Albert Bedouce.
Po padcu Francije junija 1940 v bitki z Nacistično Nemčijo, Lebrun ni odstopil s položaja. 10. julija pa ga je na mestu predsednika države nadomestil francoski maršal Philippe Pétain, ki je takrat postal predsednik novoustanovljene marionetne države Višijska Francija. Pet dni pozneje je Lebrun poskušal pobegniti v Vizille, vendar ga je ujela in aretirala Pétainova uprava ter ga zaprla v zapor v Vichyju. Avgusta 1943 je bil skupaj z Édouardom Daladierjem, Paulom Reynaudom in Édouardom Herriotom ter nekdanjim veleposlanikom Andréjem François-Poncet odpeljan v Nemčijo, kjer so ga zaprli v grad na Tirolskem. Spomladi 1944 mu je bilo zaradi bolezni dovoljeno, da so ga izpustili, vendar je ostal pod strogim nadzorom vse do avgusta, ko so ga rešile sile Svobodne Francije pod poveljstvom Charlesa de Gaulla. 
Po vojni je Lebrun leta 1945 pričal kot ključna priča na Pétainovem sojenju zaradi izdaje. Po končanem sojenju se je Lebrun upokojil. Umrl je marca 1950 v Parizu zaradi pljučnice, v starosti 78 let. Pokopali so ga v tem mestu.